# Asahi (Tagawa)

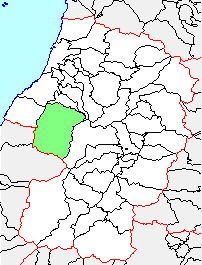
Localisation d'Asahi

Pour les articles homonymes, voir Asahi.
Asahi (朝日町, Asahi-machi) était un bourg situé dans le district d'Higashitagawa (préfecture de Yamagata), dans le Nord de l'île de Honshū, au Japon.

## Toponymie
Le toponyme « Asahi » signifie littéralement « soleil matinal ». La ville doit son nom aux mont Asahi, qui brille avec la lumière du matin.

## Histoire
Le bourg a été fondé en 1954, par la fusion des villages d'Oizumi, Hongo, et Azuma. Le 1er octobre 2005, il a été intégré à la ville de Tsuruoka.